# Artis Gilmore
Artis Gilmore, nascido em 21 de setembro de 1949, é um ex-jogador de basquete profissional americano que jogou na American Basketball Association (ABA) e na National Basketball Association (NBA). Gilmore foi introduzido no Naismith Memorial Basketball Hall of Fame em 12 de agosto de 2011.
Gilmore seguiu cinco temporadas sendo All-Star com o Kentucky Colonels da ABA, tornando-se a primeira escolha geral no draft de 1976 do ABA Dispersal, que dispersou os jogadores dos clubes da ABA, como os Colonels, que não se juntaram à NBA. Durante sua carreira, Gilmore foi um All-star 11 vezes, o ABA Rookie of the Year, e um ABA MVP. Apelidado de "The A-Train", com 2,18 m. Gilmore já jogou 670 jogos consecutivos em sua carreira.

## Juventude
Gilmore nasceu em Chipley, Flórida, um dos 10 filhos da família. Ele foi criado lá, e entrou na Roulhac High School. Gilmore tinha 1.95 metros aos 15 anos. Quando as escolas públicas foram integradas, ele frequentou a Chipley High School por uma semana antes de sair de casa para frequentar a Carver High School em Dothan, Alabama, uma comunidade maior ao norte. Ele se formou na Dothan’s Carver High School em 1967, com 2,08 metros e fazendo parte do terceiro time dos melhores jogadores americanos de basquete.

## Carreira na universidade
Gilmore jogou basquete universitário começando no Gardner-Webb Junior College em Boiling Springs, Carolina do Norte de 1967 a 1969. Gilmore teve uma média de 22,5 pontos e 16,0 rebotes em suas duas temporadas, com um total de 1.530 pontos e 1.150 rebotes no Gardner-Webb.
Em 1969-1970, Gilmore foi transferido para a Universidade de Jacksonville. Ele liderou a equipe do Jacksonville Dolphins para um recorde de 27-2 sob o comando do técnico Joe Williams. No Torneio da NCAA de 1970, Gilmore liderou a equipe para o jogo do Campeonato da NCAA, onde perderam por 80-69 para o treinador John Wooden e o UCLA Bruins, com Gilmore marcando 19 pontos com 16 rebotes. Eles derrotaram o Kentucky Ocidental 109-96 (30/19), a Universidade de Iowa 104-103 (30/17) e a Universidade de Kentucky 106-100 (24/20) para chegar à Final Four. Os Dolphins derrotaram o St. Bonaventure por 91-83 (29/21) na semifinal. Para a temporada, Gilmore teve médias de 26,5 e 22,2 rebotes por jogo.
Em Jacksonville, Gilmore se tornou um dos cinco jogadores de basquete universitário a média de pelo menos 20 pontos e 20 rebotes ao longo de sua carreira em 24,3 e 22,7. Gilmore liderou a NCAA em rebotes em ambos os anos em Jacksonville, e sua média de 22,7 rebotes por jogo ainda é a maior na história da NCAA Division I.

## Carreira profissional

### ABA

#### Kentucky Colonels (1971-1976)
Gilmore foi selecionado pelo Kentucky Colonels no Draft da American Basketball Association de 1971, e pelo Chicago Bulls no Draft da NBA de 1971. As equipes da ABA estavam interessadas em manter Gilmore na ABA e queriam garantir que ele fosse assinado por uma equipe que pudesse pagar por ele. Portanto, ele foi para o Kentucky com a 7ª escolha e assinou um contrato de 10 anos por 2,5 milhões de dólares. As equipes da NBA sabiam que Gilmore não iria assinar, então os Bulls usaram estrategicamente uma escolha de 7ª rodada para garantir quaisquer direitos futuros para Gilmore.
Ele foi imediatamente dominante, ganhando a rara distinção de ser selecionado para o ABA Rookie of the Year Award e o ABA Most Valuable Player Award em 1971-1972, ambos sobre o novato do Virginia Squires, Julius Erving. Kentucky terminou 68-16 depois de ter 44-40 na temporada anterior.
Ao longo de sua carreira de cinco anos na ABA, Gilmore liderou a ABA quatro vezes em média de rebotes, duas vezes em porcentagem de arremessos de queade e bloqueios por jogo, e uma vez em faltas pessoais. Ele foi nomeado para a o All-ABA First Team cinco temporadas seguidas, e a equipe All-Defense quatro vezes. Ele jogou no ABA All-Star Game todos os cinco anos que esteve na liga, ganhando o MVP do jogo de 1974.
Em 1974-75, Gilmore, ao lado do companheiro de equipe Dan Issel, liderou o Kentucky Colonels em 1974-75 para o campeonato da ABA de 1975, sendo nomeado o jogador mais valioso dos Playoffs da ABA. No último jogo da série contra o Indiana Pacers, Gilmore marcou 28 pontos e pegou 31 rebotes na frente de 16.000 fãs no Freedom Hall.
Durante seus dias como um jogador da ABA, Gilmore estabeleceu recordes de arremessos bloqueados na carreira (1431), arremessos bloqueados em uma temporada (422 na temporada 1971-72) e rebotes em um jogo (40). Ele teve médias de 22,3 pontos e 17,7 rebotes, 58,5% de arremessos, 3,4 bloqueios e 3,0 assistências por jogo em suas 5 temporadas e 440 jogos na ABA.

### Chicago Bulls(1976-1982)
A ABA se desfez após a temporada de 1976. Quatro de suas equipes (Denver Nuggets, Indiana Pacers, New York Nets e San Antonio Spurs) foram absorvidos pela NBA na fusão ABA-NBA, e o restante, incluindo o Kentucky Colonels, faliu. Como resultado, Gilmore entrou no draft especial de 1976 da ABA, e foi escolhido em primeiro lugar pelo Chicago Bulls. Ele assinou com Chicago por US$ 1,1 milhão em três anos.

### San Antonio Spurs(1982-1987)
Depois de quatro seleções All-Star em cinco temporadas em Chicago, com 19,3 pontos por jogo e 11,1 rebotes por jogo, Gilmore foi negociado para o San Antonio Spurs em 1982. Lá, ele se uniu com George Gervin para fornecer aos Spurs um potente jogo de dentro para fora. Foi duas vezes All-Star em San Antonio até 1987.

### Chicago Bulls (1987-88)
Gilmore voltou aos Bulls por parte da temporada de 1988.

### Boston Celtics(1988)
Gilmore terminou sua carreira na NBA com o Boston Celtics em 1988.

### Liga Italiana
Gilmore jogou a temporada 1988-89 com o Arimo Bologna da liga italiana, onde ele teve médias de 12,3 pontos e 11,0 rebotes e fez a Seleção Europeia de Estrelas.

### Feitos da NBA
Gilmore jogou em um total de seis NBA All-Star Games. Ele liderou a NBA em porcentagem de arremessos de quadra em quatro temporadas consecutivas, incluindo 67% durante a temporada 1980-81 - na época, a terceira maior porcentagem na história da NBA. No momento de sua aposentadoria, Gilmore era o líder da carreira da NBA em porcentagem de arremessos de quadra (mínimo de 2.000 tiros feitos) com 59,9%.

## Vida pessoal
Em 1972, Gilmore se casou com sua namorada da faculdade Enola Gay. Eles têm cinco filhos.
Em 2007, Gilmore assumiu o cargo de Assistente Especial do Presidente da Universidade de Jacksonville, sua alma mater, servindo em várias funções de relações públicas.
Gilmore fornece comentários de rádio para a Universidade de Jacksonville na estação principal da escola, WJXL. Gilmore também foi um convidado frequente no show de basquete chamado Ballin' com Al Edwards, também no WJXL.

## Honras
Em 1993, Gilmore foi introduzido no Hall da Fama da Universidade de Jacksonville.
Gilmore foi introduzido no Gardner-Webb Athletics Hall of Fame em 1995.
Gilmore foi eleito para o Naismith Memorial Basketball Hall of Fame em abril de 2011, uma honra que muitos fãs, jornalistas esportivos e ex-planos sentiram que estava muito atrasada.

A biografia de Gilmore no Hall da Fama do Basquete diz:
Artis Gilmore era o maior gigante do basquete. Com 2,18 metros, o A-Train era uma força da natureza, mas sua disposição realmente compensava sua impressionante estatura física. Sua carreira profissional durou 17 temporadas começando na ABA, onde o pivô discretamente dominante conseguiu um campeonato, quatro honras de equipe All-Defensive e três prêmios de Jogador Mais Valioso - uma na temporada regular, um nos playoffs e um  como All Star. Seus braços longos e pés rápidos o ajudaram a bloquear os arremessos do perímetro, arremessos que jogadores comuns nunca sonharam em alcançar. Gilmore jogou durante uma era de grandes pivôs e prosperou, ainda segurando o recorde da carreira da NBA para maior porcentagem de arremessos de quadra em 599%. A escolha para a First Team All-American unânime em sua temporada júnior na Universidade de Jacksonville, Gilmore levou os Dolphins para a quarta final da NCAA de 1970 e jogo do campeonato nacional. Ele liderou o país em duas temporadas e sua média de carreira de 22,7 placas por jogo é um recorde da NCAA.
Em maio de 2012, Gilmore foi introduzido no Alabama Sports Hall of Fame.

## Estatísticas da carreira na ABA e NBA
| PJ  | Partidas jogadas                    | PT  | Partidas como titular         | MPG     | Minutos por jogo           |
| AP% | Porcentagem de arremessos de quadra | 3P% | Porcentagem de cestas de três | LL%     | Porcentagem de lance livre |
| RPG | Rebotes por jogo                    | APG | Assistências por jogo         | BPG     | Roubadas de bola por jogo  |
| TPG | Tocos (bloqueios) por jogo          | PPG | Pontos por jogo               | Negrito | Recorde da Carreira        |

| † | Denota temporadas que Artis Gilmore ganhou um campeonato |

| * | Liderou a liga |

### Temporada Regular
| Ano      | Time           | PJ   | PT  | MPG   | AP%   | 3P%   | LL%  | RPG   | APG | BPG | TPG | PPG  |
| -------- | -------------- | ---- | --- | ----- | ----- | ----- | ---- | ----- | --- | --- | --- | ---- |
| 1971–72  | Kentucky (ABA) | 84*  | –   | 43.6  | .598* | –     | .646 | 17.8* | 2.7 | –   | 5.0 | 23.8 |
| 1972–73  | Kentucky (ABA) | 84*  | –   | 41.7  | .559* | .500  | .643 | 17.6* | 3.5 | –   | 3.1 | 20.8 |
| 1973–74  | Kentucky (ABA) | 84   | –   | 41.7* | .493  | .000  | .667 | 18.3* | 3.9 | 0.7 | 3.4 | 18.7 |
| 1974–75† | Kentucky (ABA) | 84   | –   | 41.6* | .580  | .500  | .696 | 16.2  | 2.5 | 0.8 | 3.1 | 23.6 |
| 1975–76  | Kentucky (ABA) | 84   | –   | 39.1  | .552  | –     | .682 | 15.5* | 2.5 | 0.7 | 2.4 | 24.6 |
| 1976–77  | Chicago        | 82   | –   | 35.1  | .522  | –     | .660 | 13.0  | 2.4 | 0.5 | 2.5 | 18.6 |
| 1977–78  | Chicago        | 82   | –   | 37.4  | .559  | –     | .704 | 13.1  | 3.2 | 0.5 | 2.2 | 22.9 |
| 1978–79  | Chicago        | 82*  | –   | 39.8  | .575  | –     | .739 | 12.7  | 3.3 | 0.6 | 1.9 | 23.7 |
| 1979–80  | Chicago        | 48   | –   | 32.7  | .595  | –     | .712 | 9.0   | 2.8 | 0.6 | 1.2 | 17.8 |
| 1980–81  | Chicago        | 82   | –   | 34.5  | .670* | –     | .705 | 10.1  | 2.1 | 0.6 | 2.4 | 17.9 |
| 1981–82  | Chicago        | 82   | 82  | 34.1  | .652* | 1.000 | .768 | 10.2  | 1.7 | 0.6 | 2.7 | 18.5 |
| 1982–83  | San Antonio    | 82   | 82  | 34.1  | .626* | .000  | .740 | 12.0  | 1.5 | 0.5 | 2.3 | 18.0 |
| 1983–84  | San Antonio    | 64   | 59  | 31.8  | .631* | .000  | .718 | 10.3  | 1.1 | 0.6 | 2.1 | 15.3 |
| 1984–85  | San Antonio    | 81   | 81  | 34.0  | .623  | .000  | .749 | 10.4  | 1.6 | 0.5 | 2.1 | 19.1 |
| 1985–86  | San Antonio    | 71   | 71  | 33.7  | .618  | .000  | .701 | 8.5   | 1.4 | 0.5 | 1.5 | 16.7 |
| 1986–87  | San Antonio    | 82*  | 74  | 29.3  | .597  | –     | .680 | 7.1   | 1.8 | 0.5 | 1.2 | 11.4 |
| 1987–88  | Chicago        | 24   | 23  | 15.5  | .513  | –     | .514 | 2.6   | 0.4 | 0.2 | 0.5 | 4.2  |
| 1987–88  | Boston         | 47   | 4   | 11.1  | .574  | –     | .527 | 3.1   | 0.3 | 0.2 | 0.4 | 3.5  |
| Carreira | Carreira       | 1329 | 476 | 35.5  | .582  | .150  | .698 | 12.3  | 2.3 | 0.6 | 2.4 | 18.8 |

### Playoffs
| Ano      | Time           | PJ  | PT | MPG  | AP%   | 3P%  | LL%  | RPG   | APG | BPG | TPG  | PPG  |
| -------- | -------------- | --- | -- | ---- | ----- | ---- | ---- | ----- | --- | --- | ---- | ---- |
| 1972     | Kentucky (ABA) | 6   | –  | 47.5 | .571  | .000 | .711 | 17.7  | 4.2 | –   | –    | 21.8 |
| 1973     | Kentucky (ABA) | 19* | –  | 41.1 | .544  | –    | .626 | 13.7  | 3.9 | –   | –    | 19.0 |
| 1974     | Kentucky (ABA) | 8   | –  | 43.0 | .559  | –    | .576 | 18.6* | 3.5 | 0.9 | 3.8* | 22.5 |
| 1975†    | Kentucky (ABA) | 15  | –  | 45.3 | .539  | –    | .772 | 17.6* | 2.5 | 1.0 | 2.1  | 24.1 |
| 1976     | Kentucky (ABA) | 10  | –  | 39.0 | .608* | –    | .757 | 15.2* | 1.9 | 1.1 | 3.6* | 24.2 |
| 1977     | Chicago        | 3   | –  | 42.0 | .475  | –    | .783 | 13.0  | 2.0 | 1.0 | 2.7  | 18.7 |
| 1981     | Chicago        | 6   | –  | 41.2 | .583  | –    | .691 | 11.2  | 2.0 | 1.0 | 2.8* | 18.0 |
| 1983     | San Antonio    | 11  | –  | 36.5 | .576  | –    | .696 | 12.9  | 1.6 | 0.8 | 3.1  | 16.7 |
| 1985     | San Antonio    | 5   | 5  | 37.0 | .558  | –    | .689 | 10.0  | 1.4 | 0.4 | 1.4  | 17.8 |
| 1986     | San Antonio    | 3   | 3  | 35.7 | .667  | .000 | .571 | 6.0   | 1.0 | 2.3 | 0.3  | 13.3 |
| 1988     | Boston         | 14  | 0  | 6.1  | .500  | –    | .500 | 1.4   | 0.1 | 0.0 | 0.3  | 1.1  |
| Carreira | Carreira       | 100 | 8  | 36.3 | .561  | .000 | .688 | 12.7  | 2.3 | 0.8 | 2.2  | 17.7 |

1. ↑  Frenette, Gene. «After 17 years of waiting, Jacksonville's Artis Gilmore is finally entering the Basketball Hall of Fame». The Florida Times-Union (em inglês). Consultado em 1 de junho de 2021
2. ↑  nuggdoctor (28 de agosto de 2007). «Historical Glimpses: Artis Gilmore». HoopsAddict.com (em inglês). Consultado em 1 de junho de 2021
3. ↑  Walker, Richard. «Gardner-Webb to remember its 1968-69 basketball team next Saturday». Shelby Star (em inglês). Consultado em 1 de junho de 2021
4. 1 2  «Artis Gilmore College Stats». College Basketball at Sports-Reference.com (em inglês). Consultado em 1 de junho de 2021
5. ↑  «Artis Gilmore (1993) - Hall of Fame». Jacksonville University (em inglês). Consultado em 1 de junho de 2021
6. ↑  «Artis Gilmore Past Stats, Playoff Stats, Statistics, History, and Awards». web.archive.org. 27 de dezembro de 2008. Consultado em 1 de junho de 2021
7. ↑  «Remember the ABA: Kentucky Colonels». www.remembertheaba.com. Consultado em 1 de junho de 2021
8. 1 2  «Artis Gilmore Stats». Basketball-Reference.com (em inglês). Consultado em 1 de junho de 2021
9. ↑  «NBA & ABA Single Season Leaders and Records for Field Goal Pct». Basketball-Reference.com (em inglês). Consultado em 1 de junho de 2021
10. ↑  «Artis Gilmore joins JU as Special Assistant to the President - Jacksonville University Official Athletic Site». web.archive.org. 23 de julho de 2011. Consultado em 1 de junho de 2021
11. ↑  «Jacksonville University - Official Athletics Website». Jacksonville University (em inglês). Consultado em 1 de junho de 2021
12. ↑  «Gardner-Webb Athletics Hall of Fame». Gardner-Webb University Athletics (em inglês). Consultado em 1 de junho de 2021
13. ↑  «Rodman, Mullin, Winter lead Hall's Class of 2011». ESPN.com (em inglês). 4 de abril de 2011. Consultado em 1 de junho de 2021
14. ↑  Ziller, Tom (5 de abril de 2011). «Artis Gilmore, Tara VanDerveer Round Out Basketball Hall Of Fame's 2011 Class». SBNation.com (em inglês). Consultado em 1 de junho de 2021
15. ↑  Ganguli, Tania. «Artis Gilmore enjoys Hall of Fame induction 17 years in the making». The Florida Times-Union (em inglês). Consultado em 1 de junho de 2021
16. ↑  «The Naismith Memorial Basketball Hall of Fame :: Artis Gilmore». www.hoophall.com (em inglês). Consultado em 1 de junho de 2021